# ブルー・リッジ (揚陸指揮艦)

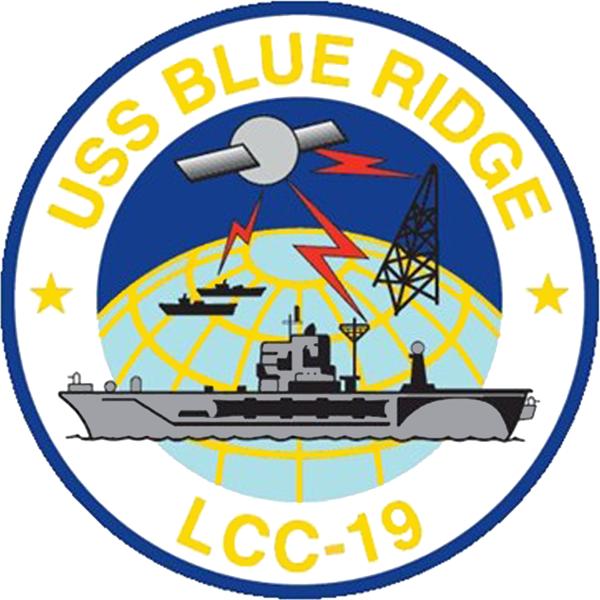
ブルー・リッジのクレスト

ブルー・リッジ（USS Blue Ridge, LCC-19）は、アメリカ海軍の揚陸指揮艦。ブルー・リッジ級揚陸指揮艦の1番艦。艦名はブルーリッジ山脈にちなむ。その名を持つ艦としては  (輸送艦ブルー・リッジ(ID-2432)、揚陸指揮艦ブルー・リッジ (AGC-2)に次ぐ3隻目。第7艦隊旗艦として日本の横須賀港を母港としている。
C4Iシステムのサポートを目的とした揚陸指揮艦として通信能力を最大限にするため、甲板上の構造物は必要最低限かつ平坦にして、電波干渉が起こりにくい設計がなされている。
2024年時点のアメリカ海軍現役艦艇の中で、就役から最も長い年数を持つ艦艇であり、慣例に伴い、本艦のみ国籍旗は「ファースト・ネイビー・ジャック」を掲揚する。

## 艦歴
ブルー・リッジは、フィラデルフィア海軍造船所で1970年11月14日に就役した。海軍の指揮統制機能を持つ同艦は、200名を超える士官および1,200名以上の兵員が生活でき、小さな町と同等の機能を有する。1971年2月11日、艦長、ケント・J・カーロール大佐の指揮下、ブルー・リッジは処女航海に出航、マゼラン海峡を経由して母港のカリフォルニア州サンディエゴに向かった。
1971年-1979年までブルー・リッジはサンディエゴを母港とし、第7艦隊の揚陸部隊旗艦として西太平洋に展開した。ベトナム戦争中の1972年6月28日には、グエン・バン・チュー南ベトナム大統領がアメリカ海軍将官との会議のため乗艦した。7月18日にはタイガー島での活動に対して戦闘行動章が与えられた。また、8月9日にはベトナムでの作戦活動に対して戦闘効率章が与えられた。1973年にも北ベトナム海域での支援活動に対してベトナム戦役メダルが与えられた。
1975年4月のサイゴン撤退では多くの功績を挙げ、グエン・カオ・キ元南ベトナム副大統領の脱出にも貢献し、優秀部隊勲功章および海軍部隊勲功章を受章した。
1979年10月5日以来、ブルー・リッジは第7艦隊旗艦として神奈川県の横須賀港を母港としている。ブルー・リッジは毎年、西太平洋およびインド洋での訓練演習に参加している。同艦は湾岸戦争時、砂漠の盾作戦および砂漠の嵐作戦に旗艦として9ヶ月半参加した。
ブルー・リッジは、しばしば日本、香港、シンガポール、インドネシア、マレーシア、タイおよびオーストラリアを含む西太平洋およびインド洋の港を訪問している。1989年と2004年には中国の上海を訪れた。また、1996年と2003年・2006年にはロシアのウラジオストクを訪問している。
2011年3月11日に発生した東北地方太平洋沖地震に際しては、寄港中のシンガポールから補給物資を積み込み、日本に向けて急遽輸送任務に就いた。

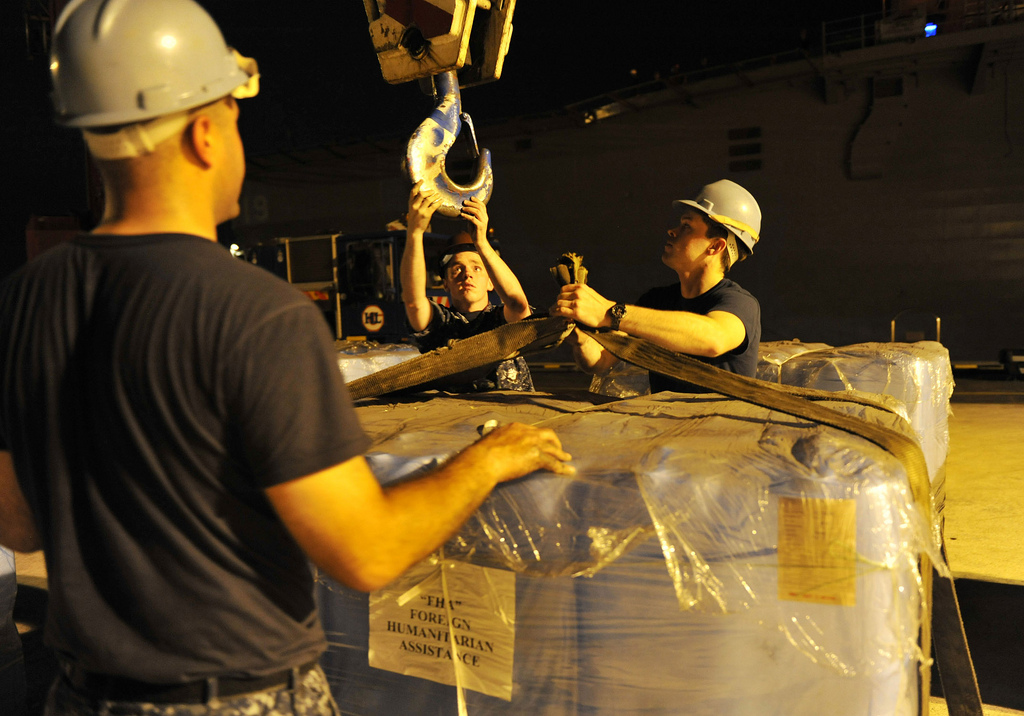
2011年3月11日撮影 地震発生当日から物資の積み込みを開始している
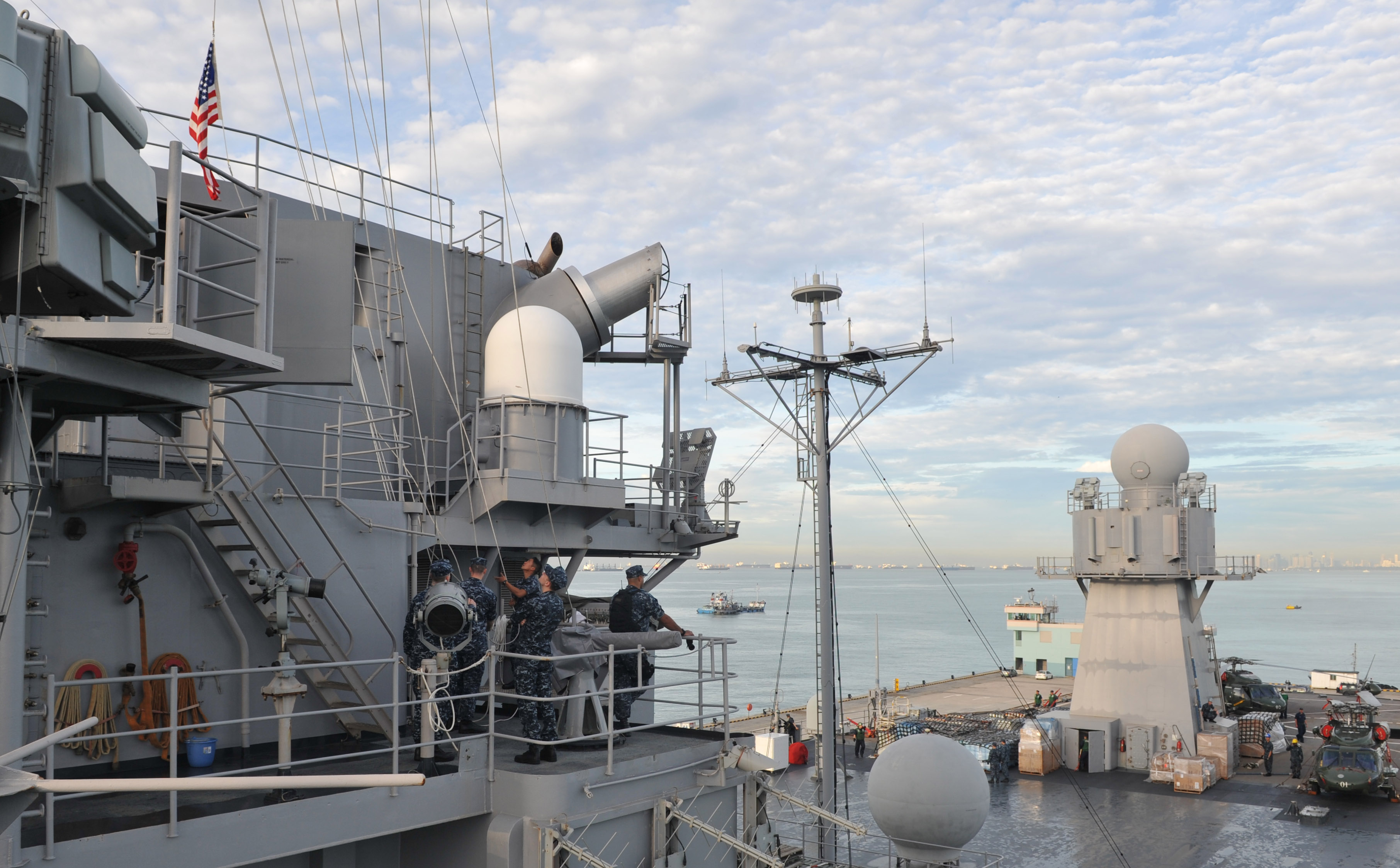
2011年3月12日撮影 シンガポール停泊中。日本への救援物資を積載している
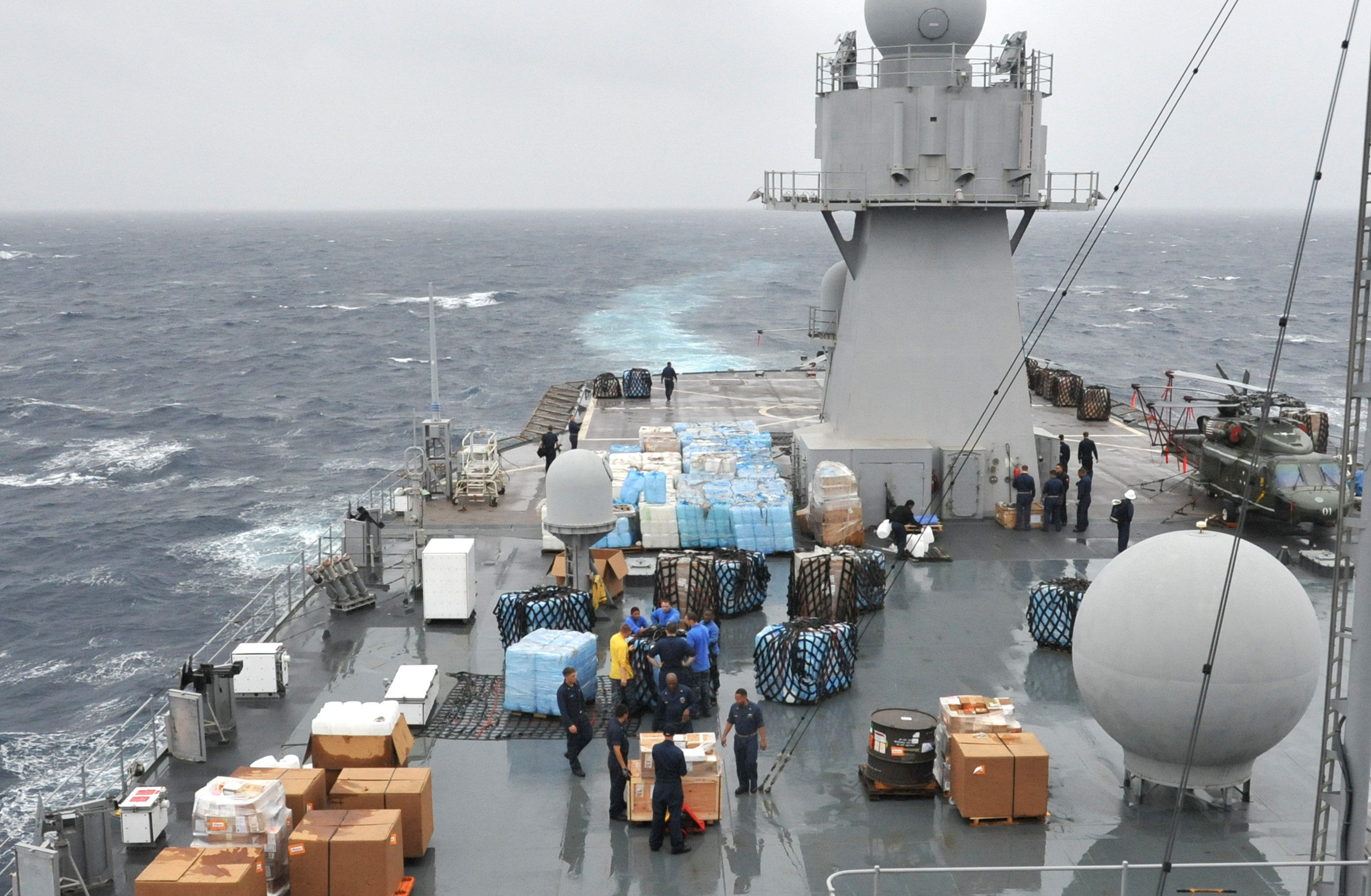
2011年3月12日撮影 シンガポール出航後。東シナ海上
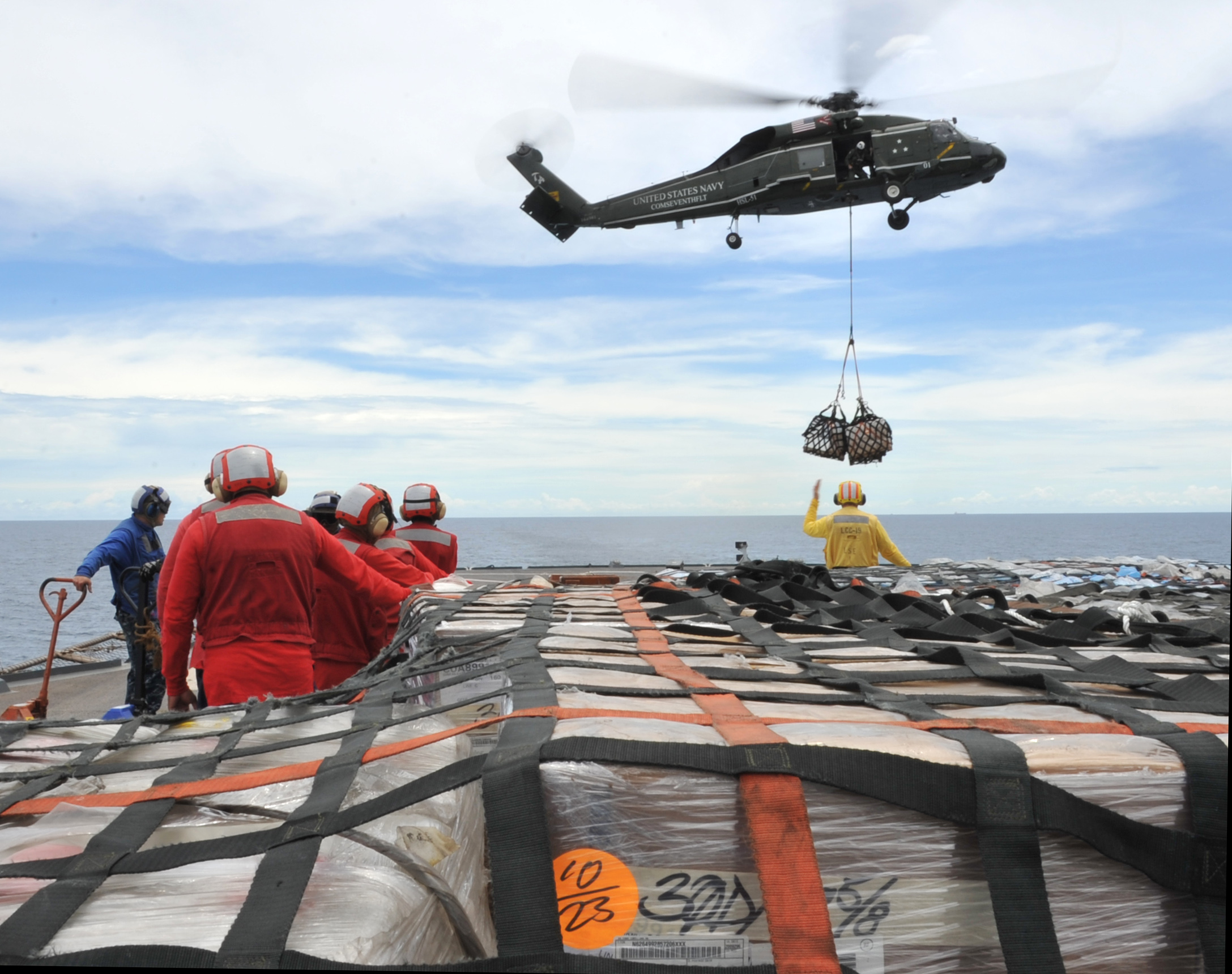
2011年3月12日撮影 シンガポール出航後は、ヘリコプターによる物資の積み込みを行っている
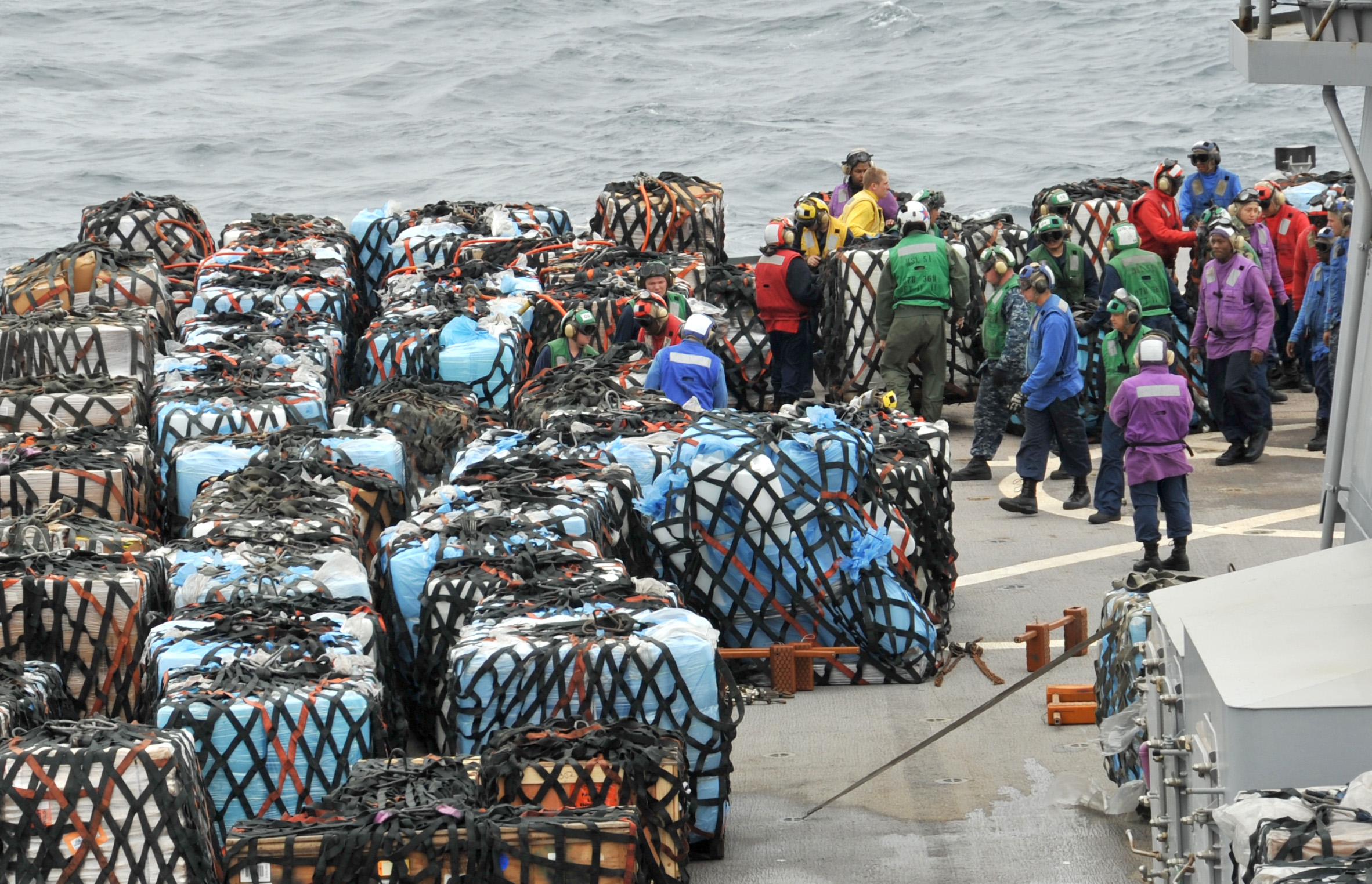
2011年3月21日撮影 南シナ海上

## 兵装
固定武装は、自衛用のMk.15 20mm CIWS2基とMk.38 25mm単装機関砲2基、M2 12.7mm単装機銃数挺のみである。通常は、機関砲や重機関銃にはカバーが掛けられる。M2 12.7mm単装機銃は取り外し式で、銃架と防盾のみが艦体に固定されている。
5インチ砲やVLSなどの攻撃兵装は、電波干渉の発生源になりかねないため装備していない。ミサイルに対する防御については、随伴するミサイル駆逐艦などに任せる。

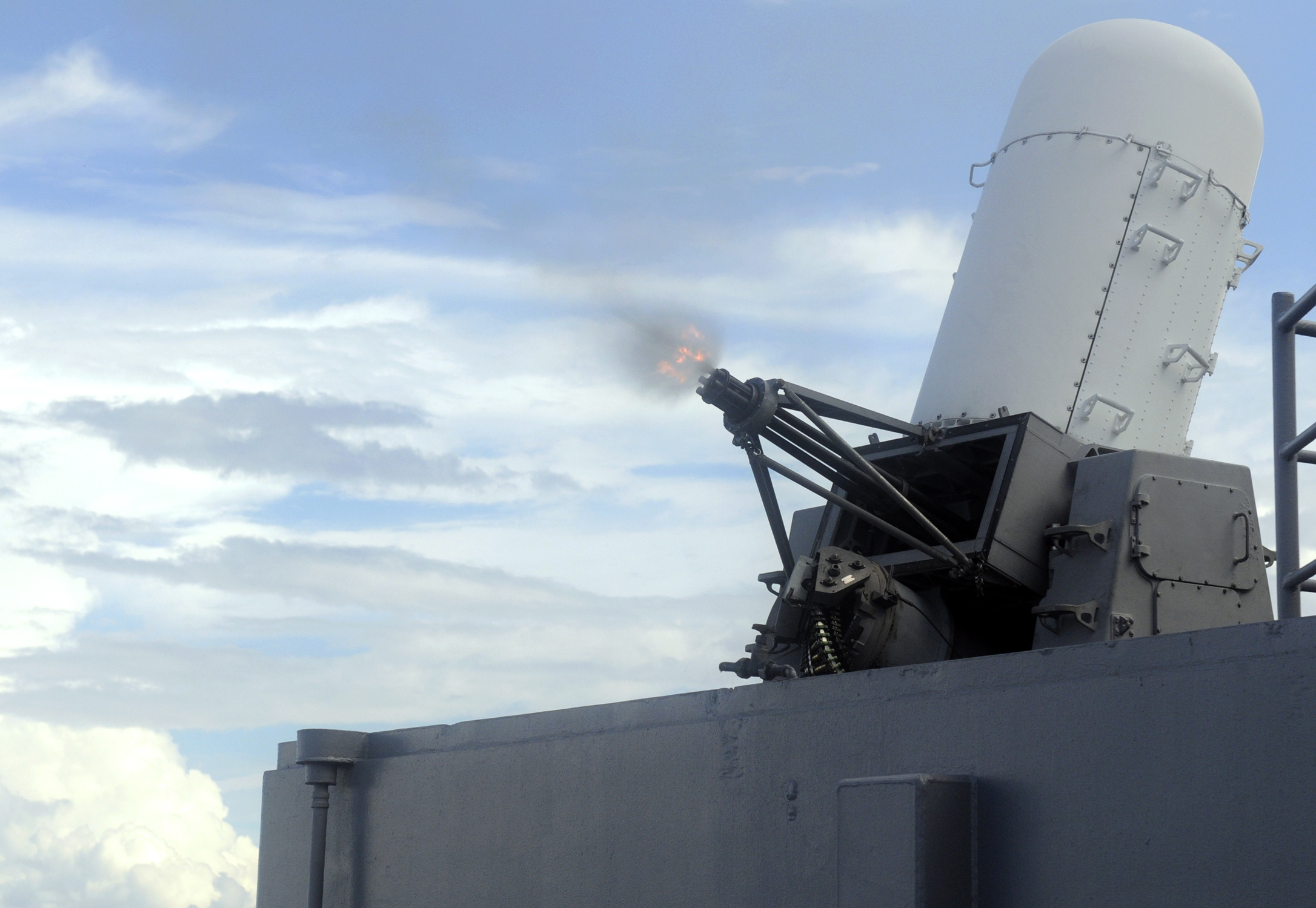
Mk.15 20mm CIWS（艦首側） 2009年9月16日撮影
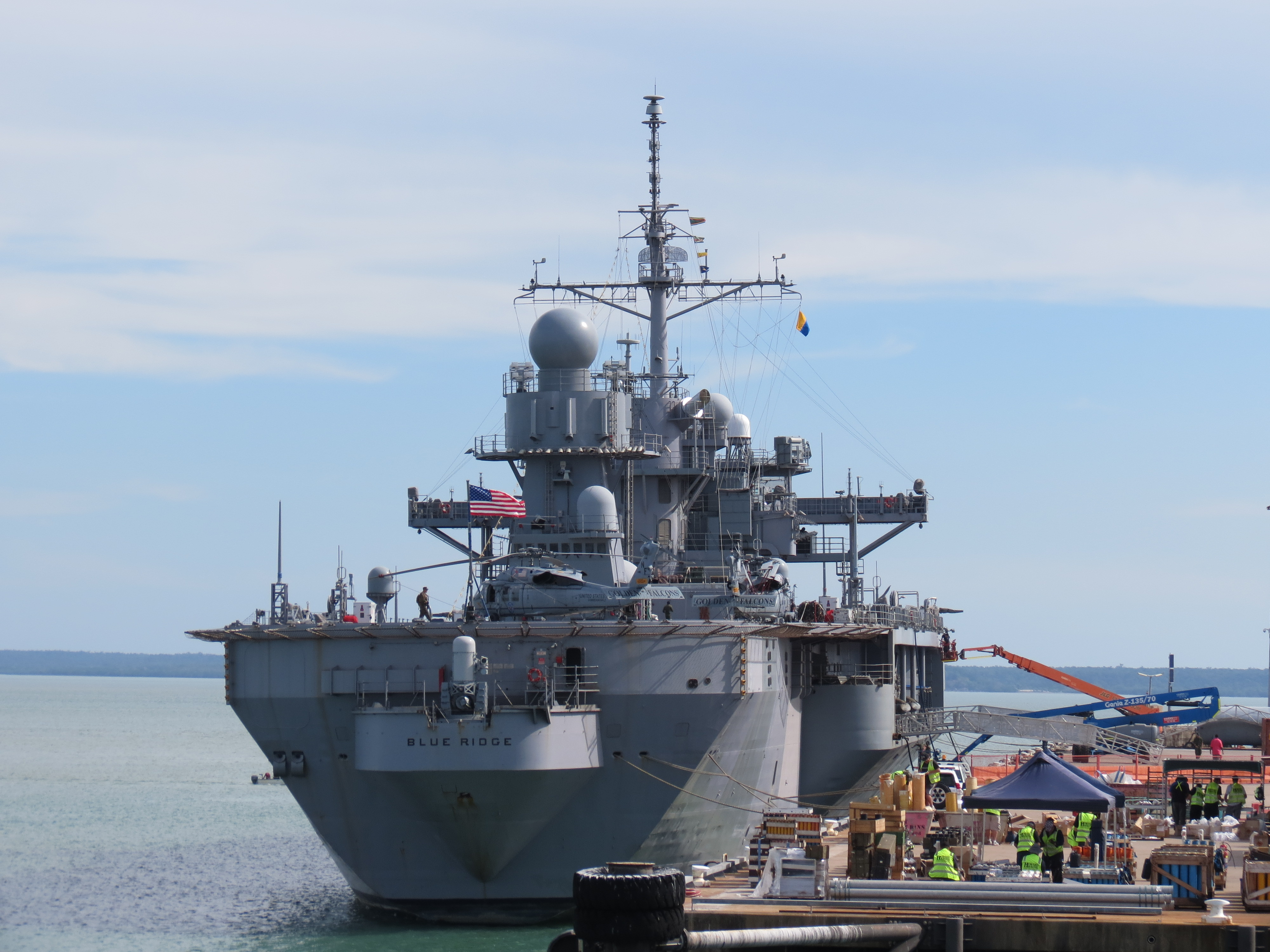
Mk.15 20mm CIWS（艦尾側） 2003年8月13日撮影 "BLUE RIDGE"の艦名が記載されたデッキに艦載されている 甲板上には第5空母航空団のHSC-12 ゴールデン・ファルコンズ所属のMH-60S ナイトホークが駐機している
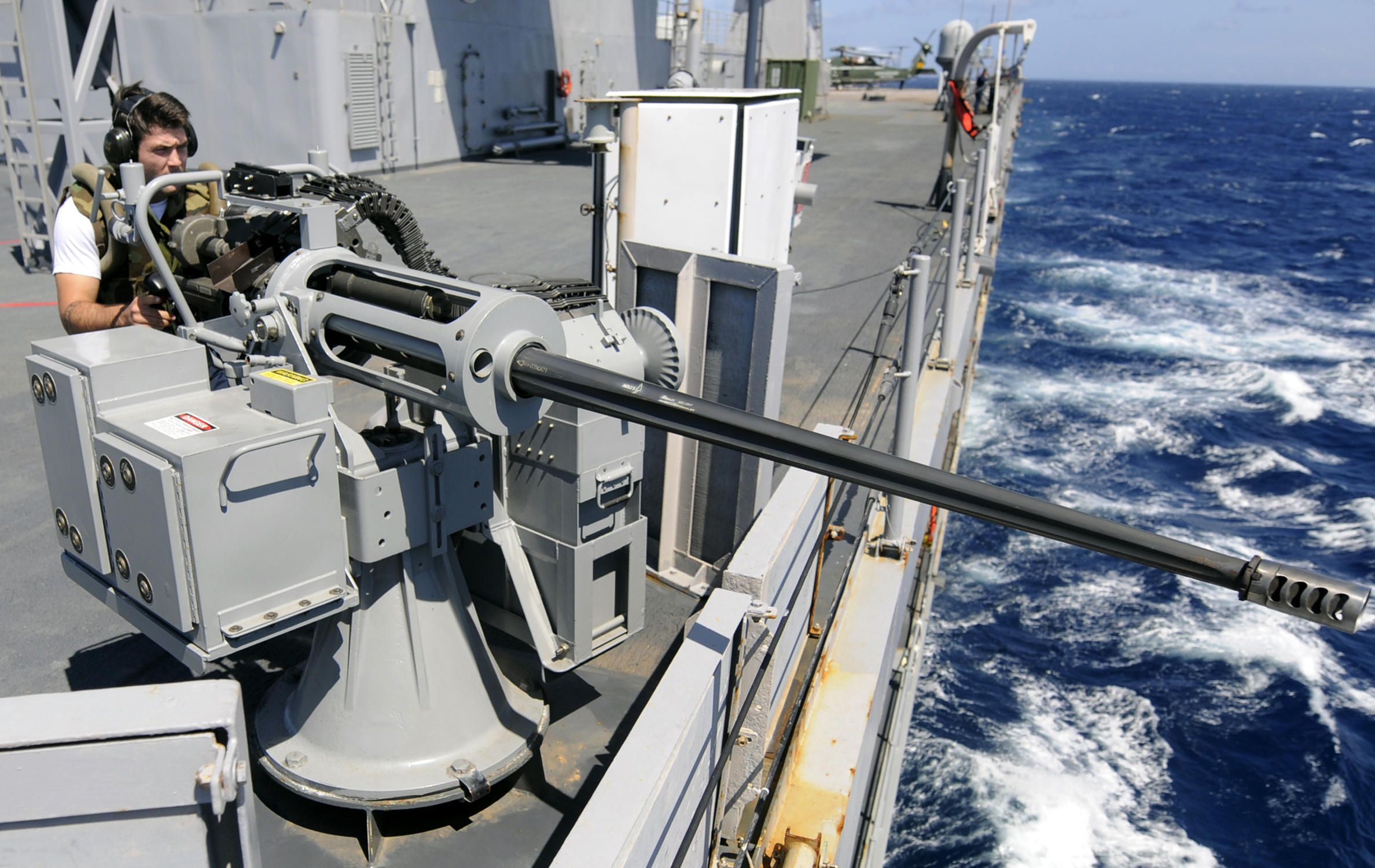
Mk.38 25mm単装機関砲（左舷側） 2009年10月7日撮影
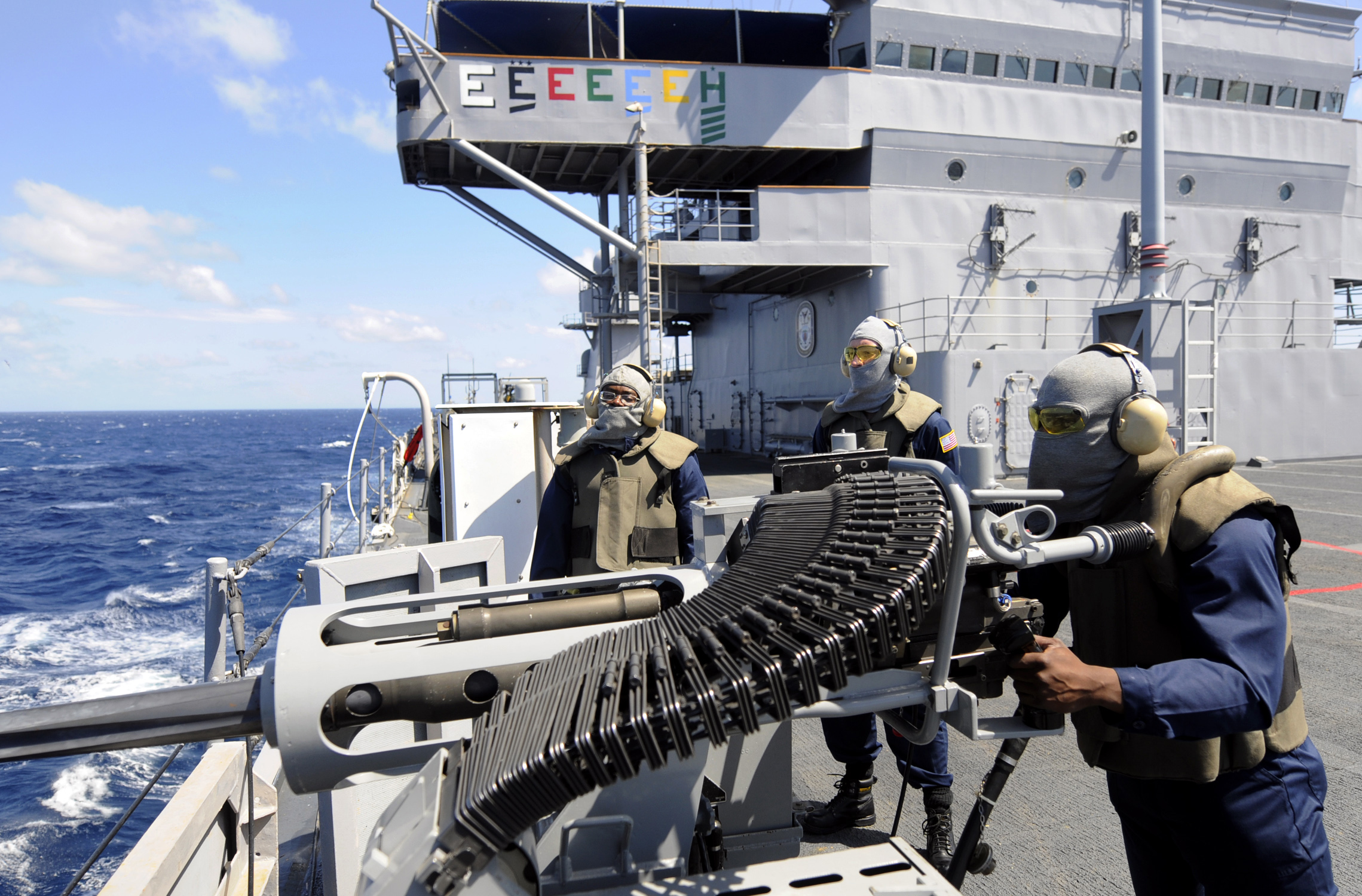
Mk.38 25mm単装機関砲（右舷側） 2009年10月7日撮影
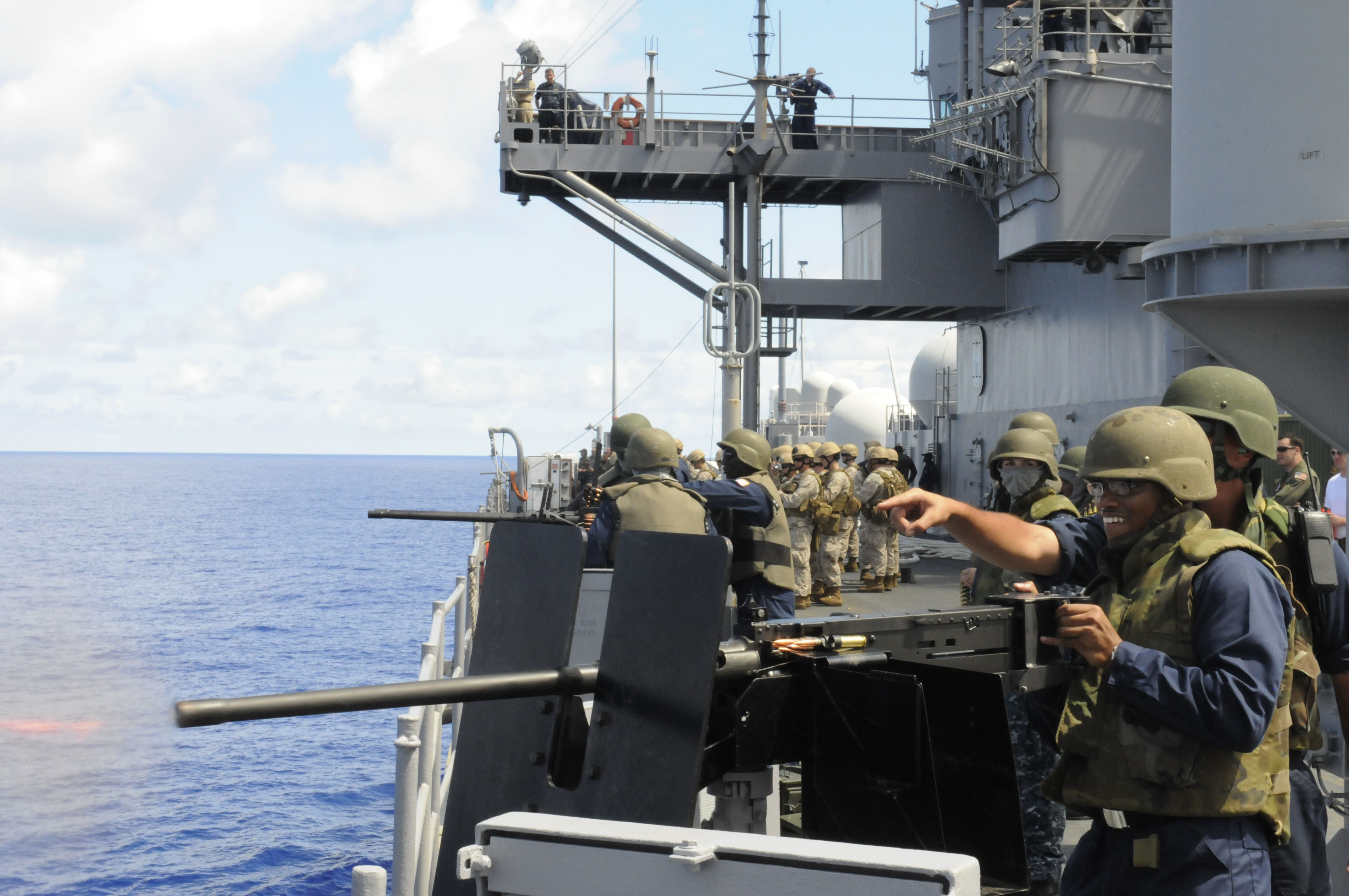
M2 12.7mm単装機銃（左舷側） 2010年7月24日撮影
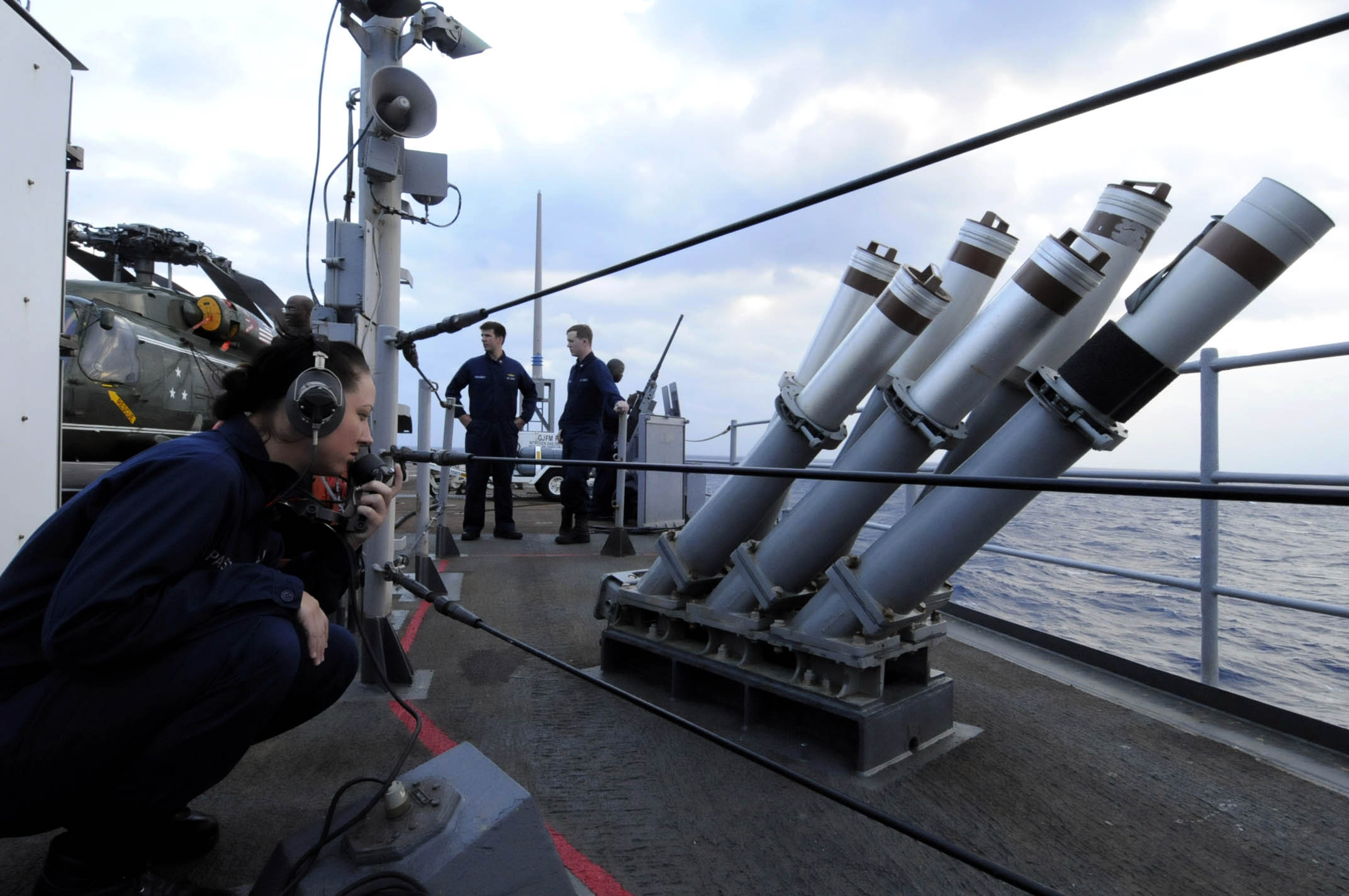
Mk 36 SRBOC チャフ・ロケット（右舷側） 2009年11月16日撮影

## 艦載ヘリコプター
ブルー・リッジには、ヘリコプター用格納庫はない。後部マスト左右のスペースに2機まで露天駐機して運用可能。
展開するヘリコプターは、VIP輸送を主目的とした緑色の特別仕様機が主に用いられた。現在は、アメリカ海軍厚木航空基地に配備されている第12ヘリコプター海上戦闘飛行隊（HSC-12 ゴールデン・ファルコンズ）所属のMH-60S ナイトホークが担当している。このMH-60Sには、第7艦隊司令官専用を表す3つの星が側面にペイントされている。
ただし、状況によっては第5空母航空団所属などのヘリコプターが展開する場合もある。

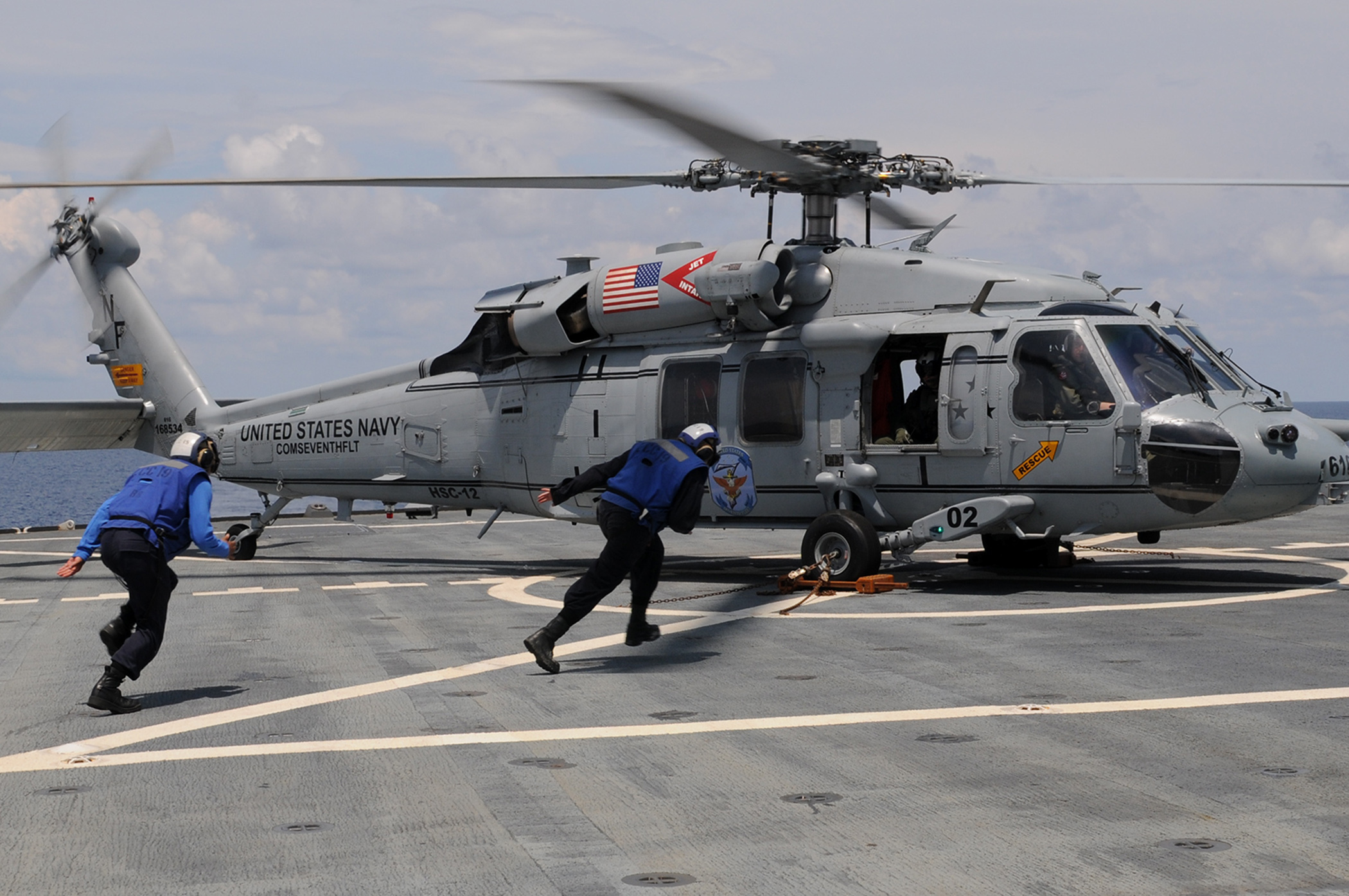
HSC-12のMH-60S ナイトホーク 2015年5月9日撮影
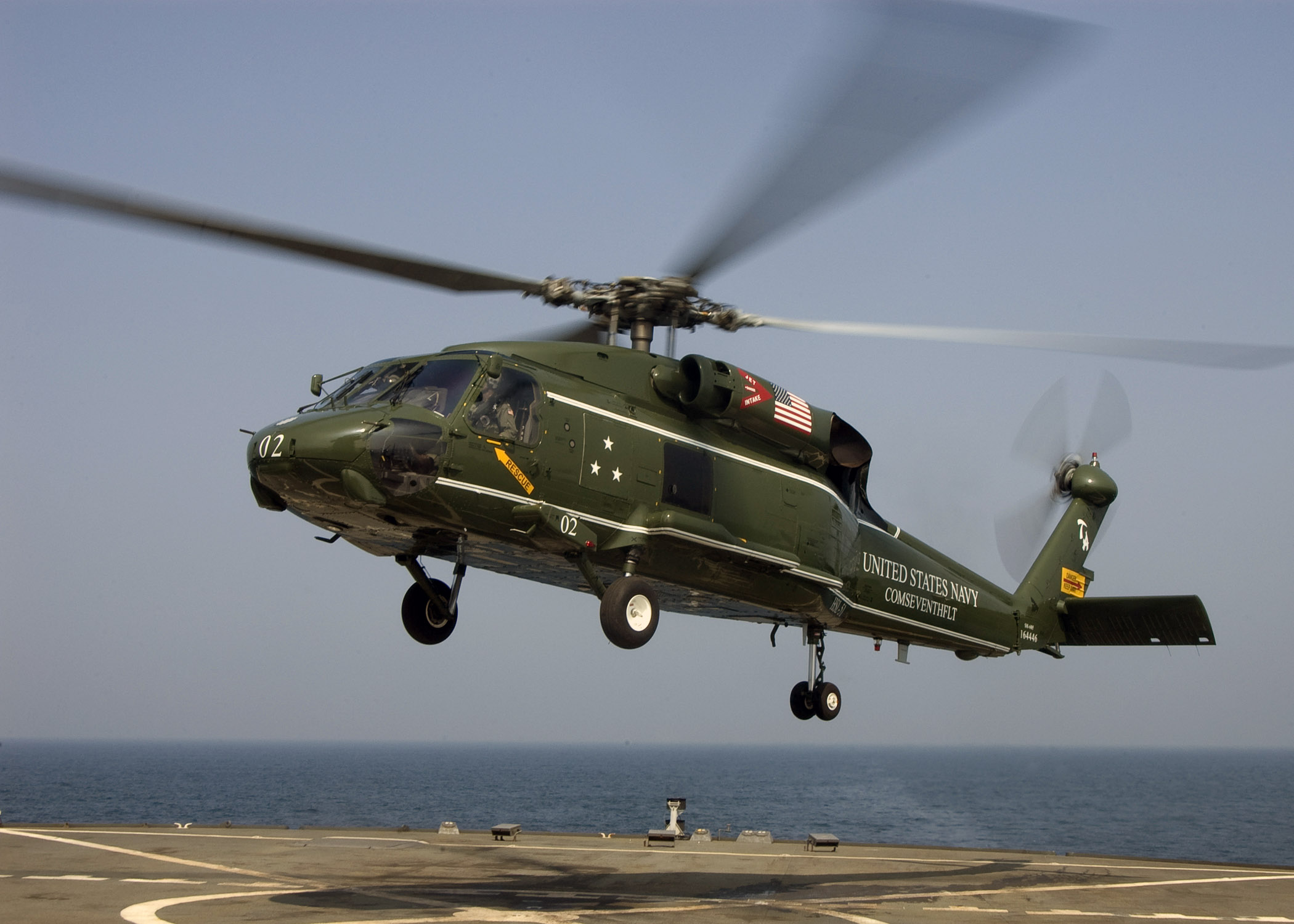
HSL-51のSH-60F オーシャンホーク[注釈 2]2007年8月22日撮影
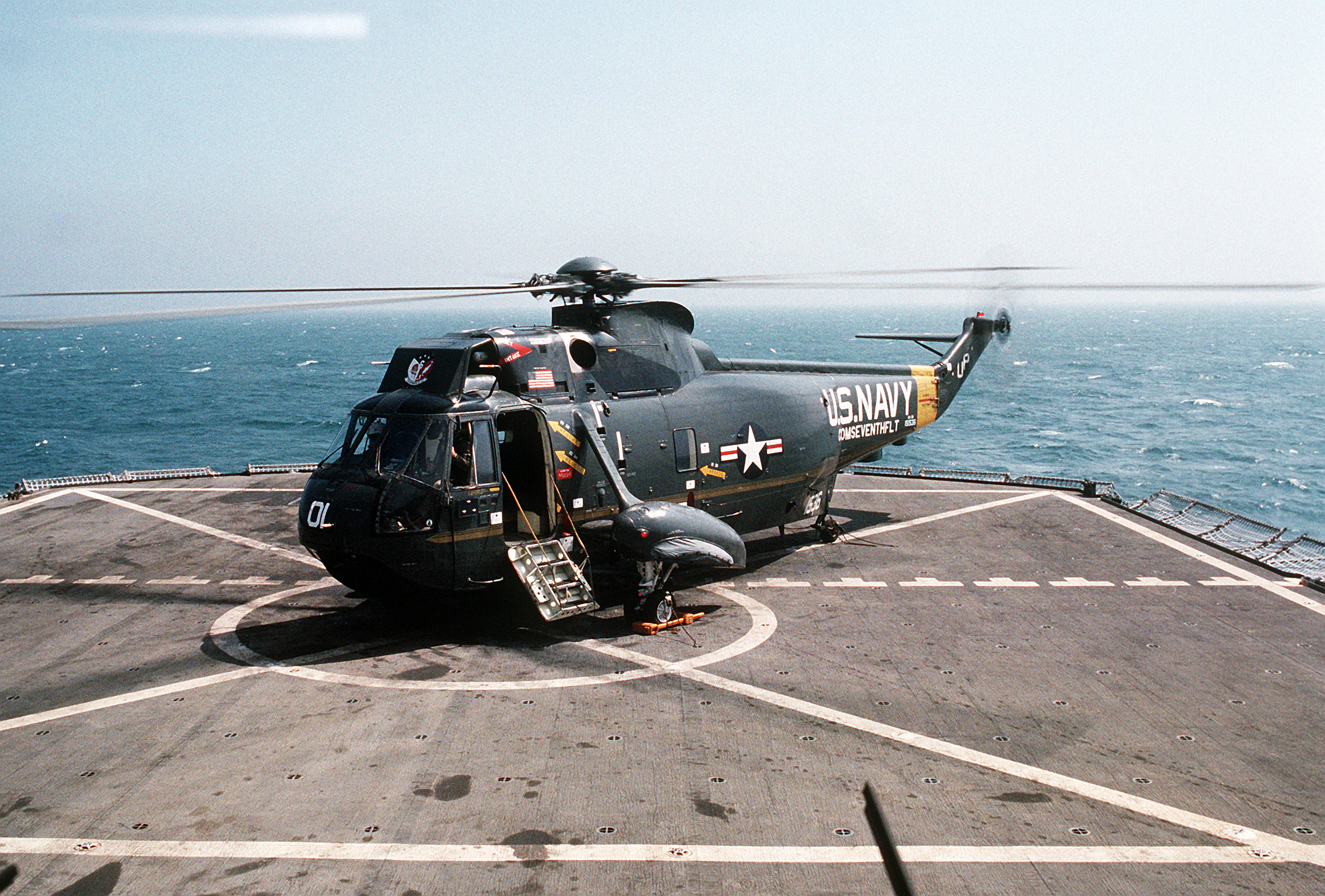
湾岸戦争当時 SH-3G シーキング 1991年3月1日撮影

## ギャラリー

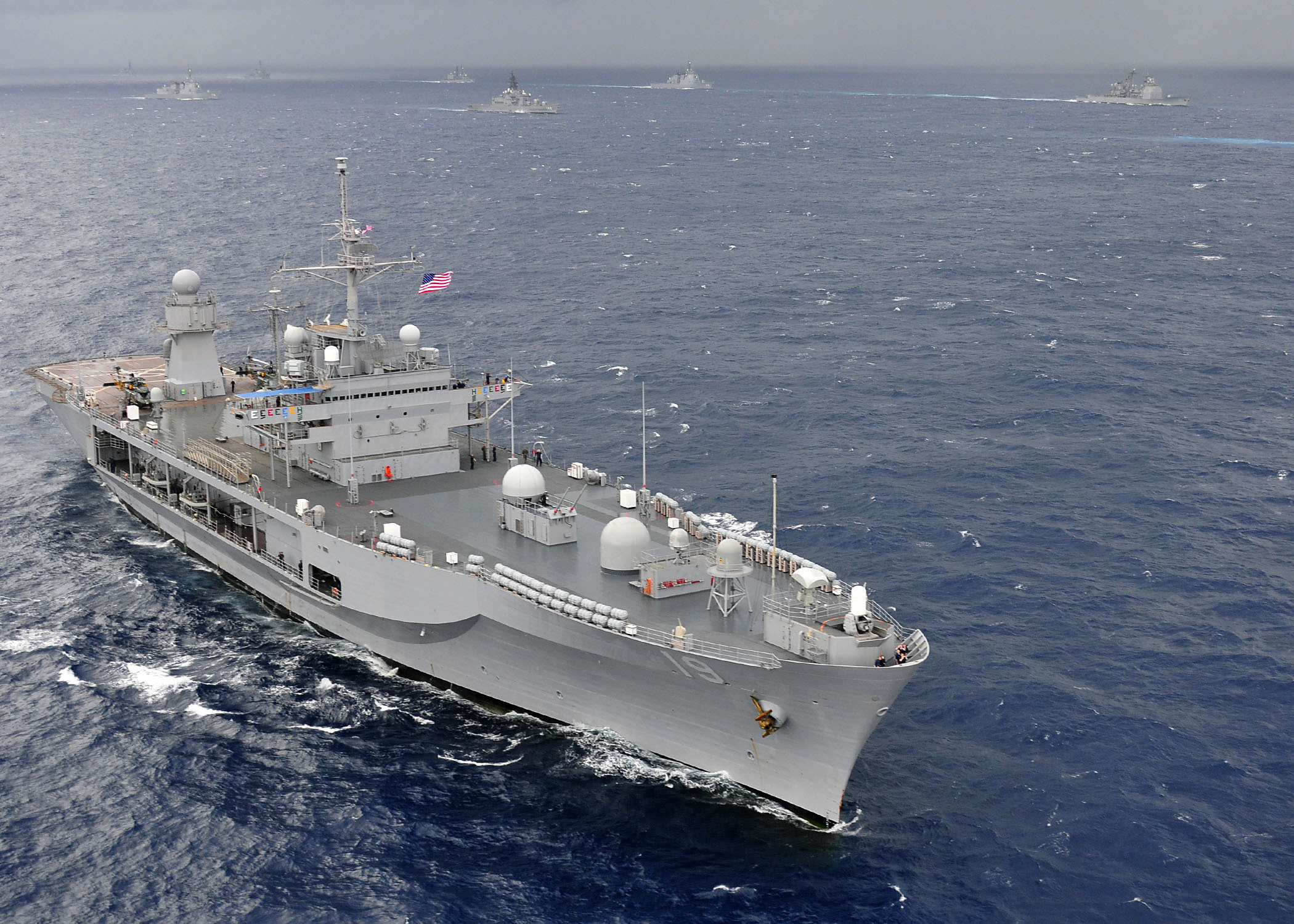
後部マストの左右に第7艦隊司令官専用を表す緑色のSH-60F オーシャンホークが2機駐機されているのが確認できる
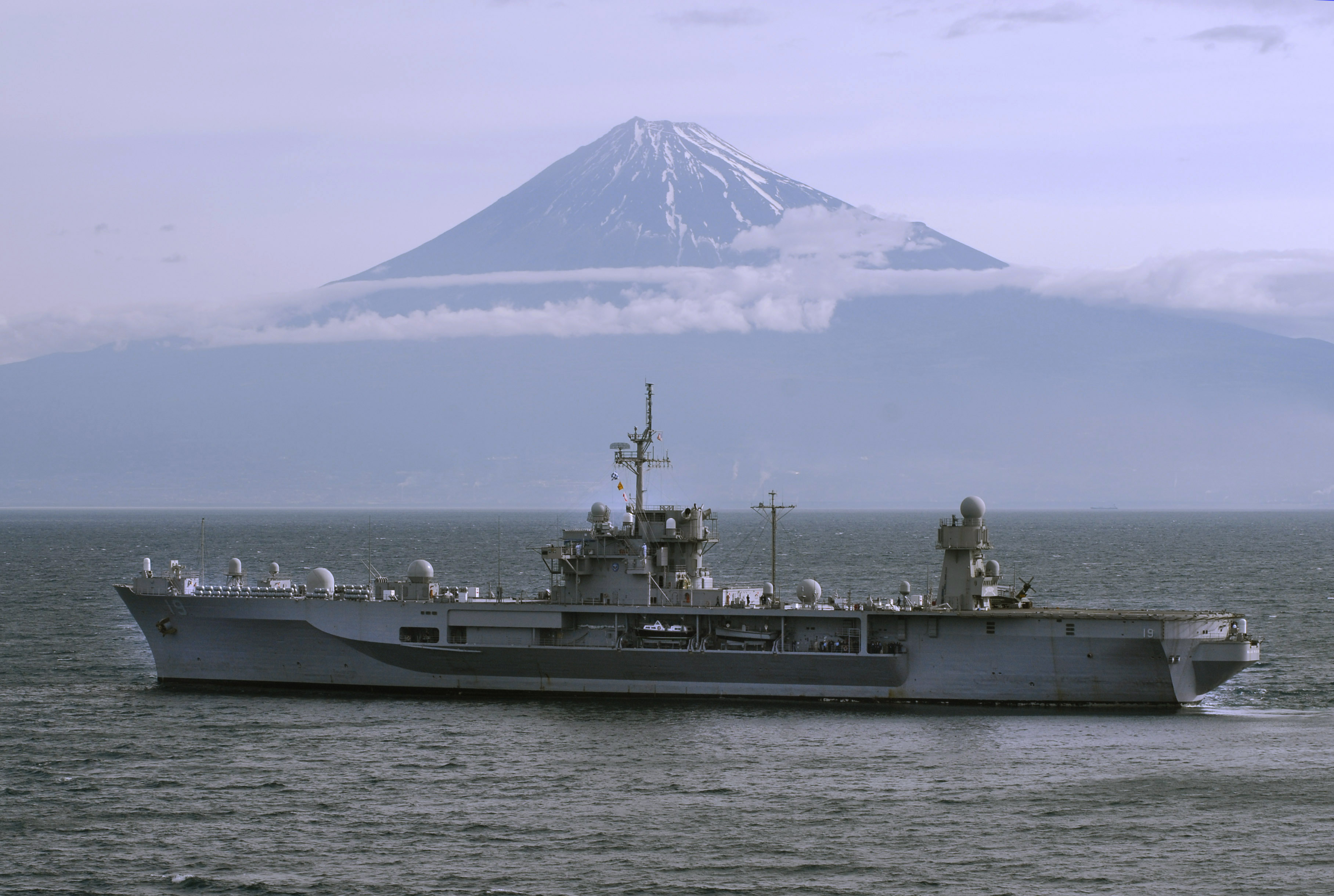
平坦な上甲板
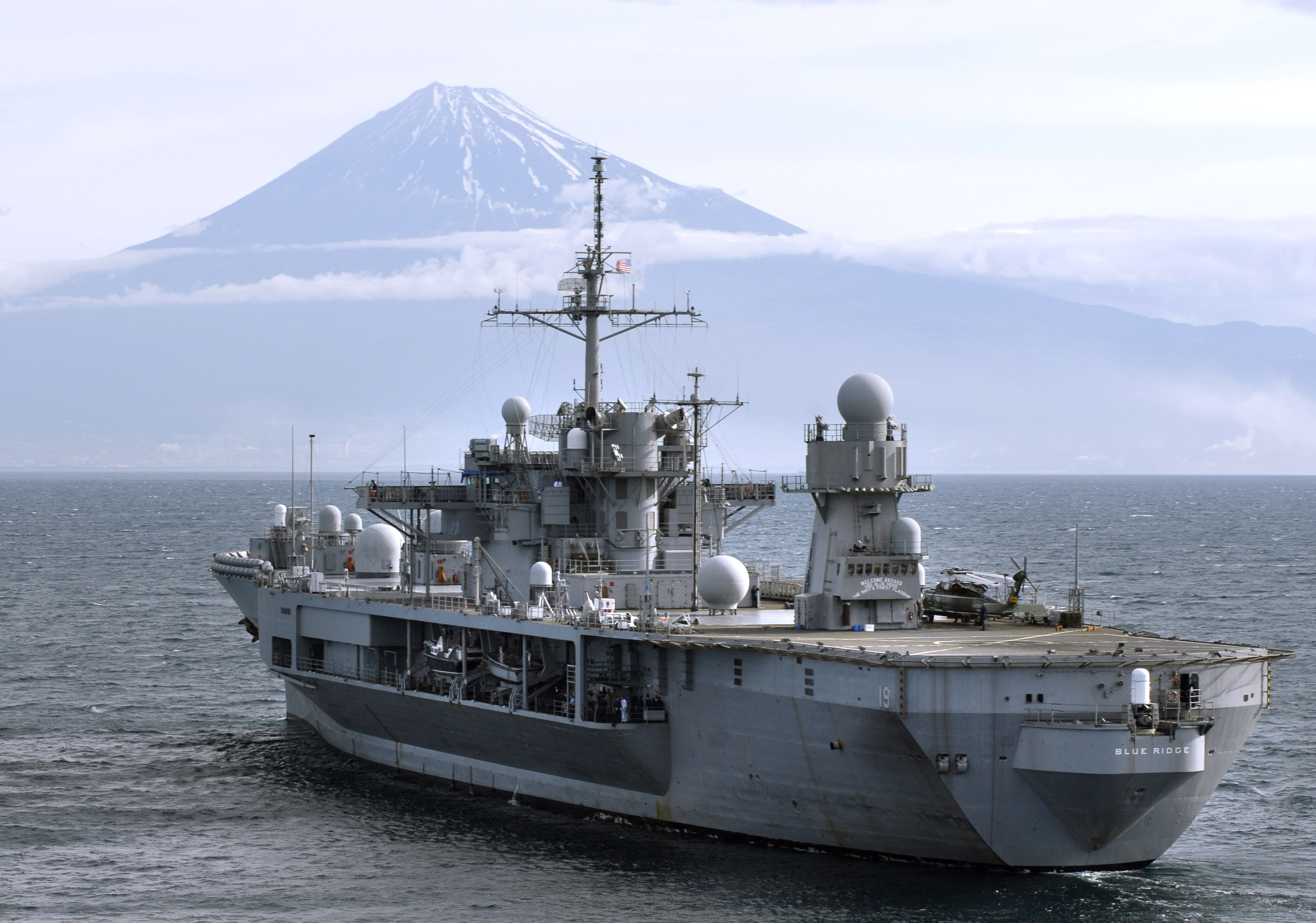
左舷後方より